# Obliquaria reflexa
Obliquaria reflexa är en musselart som beskrevs av Rafinesque 1820. Obliquaria reflexa ingår i släktet Obliquaria och familjen målarmusslor. Inga underarter finns listade i Catalogue of Life.